# Чернишов Олександр Олексійович
Чернишо́в Олександр Олексійович [9 (21).8.1882, с. Ловинь (нині Ріпкинського району Чернігівської області), — 18.4.1940, Москва], радянський вчений в області електротехніки, академік АН СРСР (1932, член-кореспондент 1929). Закінчив Петербурзький політехнічний інститут (1907), там же отримав звання професора (1919) і працював до переїзду в Москву (1936), з 1918 — у Фізико-технічному інституті в Петрограді, а пізніше в ряді інших установ АН СРСР (Енергетичному інституті, Комісії з автоматики і телемеханіки та ін.) Основні праці з питань техніки високих напруг і радіотехніці. Ч. займався також проблемами електричних вимірів, телебачення, дальності радіотелефонного зв'язку, електрифікації залізниць, плануванням і організацією наукових робіт, історією електротехніки та ін Брав участь у розробці плану ГОЕЛРО. Премія ім. В. І. Леніна (1930).

## Твори
- Абсолютні вимірювання в високовольтних колах, СПБ, 1913; (рос.)
- Фотоелементи, «Вісник рентгенології і радіології. Відділ фізико-технічний», 1919 р., т.1, в.1 (рос.);
- Струми високої постійної напруги. Отримання струмів високої постійної напруги значної потужності, там же; (рос.)
- Пристрій для захисту від перенапруг, М, 1929 (разом з В Н Глазановим.).

(рос.)